# Szent Miklós-fatemplom (Marossolymos)
A marossolymosi Szent Miklós-fatemplom műemlékké nyilvánított épület Romániában, Hunyad megyében. A romániai műemlékek jegyzékében a  HD-II-m-A-03461 sorszámon szerepel.